# Carlota Matienzo Román
Carlota Matienzo Román (Barcelona, 14 de juny de 1881 — Nova York, 31 de juliol de 1926) va ser una mestra i feminista que va néixer a Barcelona però desenvolupà la seva trajectòria professional a Puerto Rico. És coneguda per la seva tasca per reformar l'escola pública de Puerto Rico, i per ser una de les fundadores el 1917 de la Lliga Femenina de Puerto Rico i el 1921 la Lliga Social Sufragista.

## Biografia
Carlota Matienzo Román va néixer al carrer del Doctor Dou de Barcelona, filla de Rosendo Matienzo Cintrón, porto-riqueny natural de Luquillo, el qual, quan estudiava a la Universitat de Barcelona, havia conegut Carlota Román i Diaz, natural de Fajardo, i s'havien casat. Als inicis de la dècada de 1880 la família va tornar a Puerto Rico i es va instal·lar a Mayaguez, on el seu pare va establir el seu negoci com a advocat i esdevingué actiu en la política. El 1904 seria elegit membre de la Cambra de Representants de Puerto Rico pel seu districte.
El 1907, Carlota Matienzo es va graduar a la Universitat de Puerto Rico, en el que era la primera promoció d'estudiants després de la fundació de la universitat. Després va anar a Nova York per fer el treball de grau, on estudiaria filosofia a la Universitat de Colúmbia. Va retornar a Puerto Rico per esdevenir mestra.

## Trajectòria
En la seva vida professional, Matienzo va impulsar la reforma del sistema escolar públic de Puerto Rico per tal d'estendre l'educació a totes les classes socials.
També esdevingué activa en altres assumptes polítics. La Lliga Femenina de Puerto Rico, que va ser la primera organització del seu tipus per treballar pels drets de les dones, va ser fundada el 1917 per dones de "l'elit de la propietat, professional i intel·lectual", incloent Ana Roque de Duprey, Ángela Negrón Muñoz, i Matienzo, totes professores. En aquest període els grups per defensar els drets de les dones eren actius en diversos llocs de Llatinoamèrica i els Estats Units.
El 1921, Carlota Matienzo va ser una de les impulsores de la Lliga Sufragista per tal de treballar directament perquè les dones poguessin votar. Entre els seus membres hi havia doctors, escriptors i altres intel·lectuals. Va ajudar a organitzar conferències importants a San Juan, Ponce, Puerto Rico i Arecibo. Va estar entre el grup de dirigents que van portar els assumptes relacionats amb les dones de la legislatura. Després d'aliar-se amb l'Associació Feminista Popular de Dones Treballadores de Puerto Rico, la Lliga va donar suport al sufragi universal.
Matienzo Román va continuar a la direcció de la Lliga fins al 1924, quan es va dividir en dues organitzacions, una ruptura provocada en gran part per l'afiliació política dels dirigents. Els qui es van quedar amb la Lliga van afavorir el Partit Republicà Pur i la Coalició Republicana Coalició Socialista. El dissidents van captar membres del Partit d'Unió i Republicà-Unionista Aliança.
Posteriorment Matienzo Román va participar també en la fundació de la societat d'Ajut de les Dones de Puerto Rico. Va treballar directament per proporcionar les solucions a problemes que afectaven el conjunt de les dones.

## Reconeixements
- La Universitat de Puerto Rico, a títol pòstum, va anomenar una sala en el seu honor al campus. També va establir un guardó anual amb el seu nom per a estudiants excepcionals en el seu camp.
- A finals del segle xx Matienzo va ser una de les 999 dones seleccionades per l'artista americà Judy Chicago per a la seva instal·lació, The Dinner Party (1979), que es mostra al Museu de Brooklyn.[10]